# Sejo de Joseon
Sejo de Joseon(29 de setembro de 1417 - 8 de setembro de 1468) foi o sétimo rei da Dinastia Joseon. Além disso foi Primeiro-ministro de 1453-1455 e sétimo rei de 1455-1468. Era o segundo filho de Sejong, o Grande, e tio do Rei Danjong. Seu nome verdadeiro era Lee Yu (이유 李瑈)/Suji (수지 粹之).